# 西伯利亞冰雪大行軍
西伯利亞冰雪大行軍（俄语：Великий Сибирский Ледяной поход）為俄國內戰期間，由白軍將領弗拉基米爾·卡佩爾在1920年1月至2月間所指揮的一次軍事行動。

## 經過
當西伯利亞的白軍領袖高爾察克兵敗之後，其殘部沿西伯利亞鐵路向東撤退，由弗拉基米爾·卡佩爾將軍在伊爾庫茨克重新集結。但在紅軍的緊追之下，這批殘兵敗將必須越過結冰的貝加爾湖，向中國邊境撤退。大約有3萬名白軍官兵、家屬參與了這次行軍，並攜帶了他們的所有財產。白軍冒著零下低溫越過貝加爾湖，並與周邊的紅軍游擊隊連番交戰，在比留利卡、巴爾古津等城鎮都爆發了激烈的戰鬥。
由於湖面並沒有任何遮蔽物，許多官兵與隨軍人員在寒風肆虐下凍死，遺體與冰面凍結在一起，在春季雪融後消失於貝加爾湖中。指揮官卡佩爾本人也遭遇肺炎及嚴重凍傷，於1920年1月26日逝世。